# Чилі може
Чилі пуеде (Chile puede; Чилі може) — чилійський науково-фантастичний комедійний фільм 2008 року. Режисером є Рікардо Ларраін, сценарист Борис Кверчіа.

## Про фільм
Бізнесмен має «ідею фікс» — вивести чилійця у відкритий космос. Після кількох спроб йому вдається переконати Гільєрмо, вчителя іспанської мови.
Учитель погоджується, щоби справити враження на свою дівчину і вирватися з системи. Однак справи не такі, як хотілося б.
Після успішного запуску повернення здається неможливим. В той же час американці запускають пристрій безпеки, вважаючи — корабель є наступальною операцією «Аль-Каїди», для чого вони посилають командос — аби ліквідувати літальний апарат.

## Знімались
| Актор              | Роль             |
| ------------------ | ---------------- |
| Борис Кверчіа      | Гульєрмо         |
| Хав'єра Контадор   | Ана-Марія        |
| Віллі Семлер       | Патрісіо         |
| Уго Арана          | Октавіо          |
| Альваро Рудольфі   | Хайме            |
| Белгіка Кастро     | Іван Курніков    |
| Крістіан Арріагада | перший командос  |
| Каталіна Сааведра  | Магда            |
| Антоніо Кверчіа    | Дімітрій         |
| Сезар Арредондо    | Армандо          |
| Серхіо Ернандес    | перший періодист |
| Луїс Гнекко        | иіністр          |